# Субанкулов, Ильязбек Токтогулович
Ильязбек Токтогулович Субанкулов (кирг. Ильязбек Токтогулович Субанкулов; род. 1968, Талас, Киргизская ССР, СССР) — военнослужащий, полковник, экс-первый заместитель начальника Генерального штаба Вооружённых сил Кыргызской Республики. С 18 января 2012 года по 13 марта 2014 года занимал должность начальника Главного Штаба Вооружённых Сил Кыргызской Республики — первый заместитель Министра обороны Кыргызской Республики.

## Биография
Родился 4 ноября 1968 года в городе Талас, национальность - киргиз. С 1983 по 1986 год обучался в республиканской специальной школе-интернате (известной как Суворовское училище), сейчас Кыргызском национальном военном лицее им. генерал-майора Д. Асанова, после окончания в 1986 году поступил в Московское высшее общевойсковое командное орденов Жукова, Ленина и Октябрьской Революции Краснознамённое училище (МВОКУ), которое окончил в 1990 году со званием лейтенант.
- С 1992 по 1997 командир роты, начальник штаба, заместитель командира мотострелкового батальона, командир батальона;
- С 2000 по 2004 заместитель командира бригады, начальник штаба, заместитель командира бригады, командир бригады;
- С 14.07.2007 по 13.12.2007 начальник штаба, первый заместитель командующего Южной группировки войск;
- С 13.12.2007 по 18.01.2008 начальник штаба, первый заместитель командующего Северной группировки войск;
- С 18.01.2008 по 18.07.2008 командующий Северной группировки войск;
- С 18.07.2008 по 01.12.2008 командующий Южной группировки войск;
- С 12.04.2010 по 26.04.2010 заместитель начальника Главного штаба Вооружённых Сил Кыргызской Республики;
- С 26.04.2010 по 17.07.2010 начальник Главного штаба — первый заместитель председателя Государственной Пограничной службы при Правительстве Кыргызской Республики;
- С 2010 по 2012 заместитель Министра обороны, командующий Юго-западным региональным командованием;
- С 2012 по 2014 начальник Главного штаба Вооружённых Сил, первый заместитель министра обороны;
- С 2014 по 2015 первый заместитель начальника Генерального штаба Вооружённых Сил Кыргызской Республики.

За безупречную службу и образцовое выполнение служебных обязанностей награждён медалью «Күжүрмөн кызмат өтөгөндүгү үчүн» 1 и 2 степени.

## Образование
- В 1990 году окончил Московское высшее общевойсковое командное орденов Жукова, Ленина и Октябрьской Революции Краснознамённое училище;
- В 2000 году окончил Общевойсковую академию Вооружённых Сил Российской Федерации;
- В 2007 году окончил Военную академию Генерального штаба Вооружённых Сил Российской Федерации.